# 八ツ山村
八ツ山村（やつやまむら）は三重県一志郡にあった村。現在の津市白山町の中部、雲出川の左岸、名松線・関ノ宮駅の北西一帯にあたる（関ノ宮駅自体は村域に含まない）。

## 地理
- 河川：雲出川、垣内川、山田野川

## 歴史
- 1889年（明治22年）4月1日 - 町村制の施行により、山田野村・八対野村・稲垣村・古市村の区域をもって発足。
- 1955年（昭和30年）3月15日 - 家城町・川口村・大三村・倭村と合併して白山町が発足。同日八ツ山村廃止。